# Marshfield (Missouri)
Marshfield település az Amerikai Egyesült Államok Missouri államában, Webster megyében, melynek megyeszékhelye is. Lakosainak száma 7458 fő (2020. április 1.).

## Népesség
A település népességének változása:

| 2010 | 6 633 |
| 2020 | 7 458 |